# Cupal
Cupal ist ein Verbundwerkstoff aus Aluminium und Kupfer, um elektrische Leitungen aus Kupfer und Aluminium miteinander zu verbinden. Weitere Anwendungen sind kosten- und gewichtsparende Teile mit dem Aussehen von Kupfer. Es wird durch Kaltwalzen hergestellt.

## Hauptanwendung
Aluminiumkabel werden oft verwendet, um Kosten und Gewicht gegenüber Kupfer zu sparen. Zwar ist die elektrische Leitfähigkeit von Aluminium aufs Volumen bezogen 35 Prozent niedriger als die von Kupfer, allerdings auf die Masse bezogen reichlich doppelt so hoch.
Für die Praxis heißt dies, dass eine Leiterbahn aus Aluminium einen ca. eineinhalbfach größeren Querschnitt benötigt als eine Leiterbahn aus Kupfer, um dieselbe Stromtragfähigkeit zu erreichen. Dafür ist diese Leiterbahn aus Aluminium dann erheblich leichter und billiger als die dünnere Leiterbahn aus Kupfer.
Ein Nachteil des Aluminiums ist, dass es wegen seiner passivierenden Oberflächenschicht nicht gelötet werden kann, und dass aus demselben Grund bei Schraub- und Klemmverbindungen ein Übergangswiderstand entsteht. Hier kann mit Klemmen oder Hülsen aus Cupal ein gut leitendes Verbindungselement zwischengeschaltet werden, wobei Aluminiumoberflächen aufeinander gepresst werden und die Kupferoberfläche mit den üblichen elektrischen Verbindungstechniken weiterverbunden wird.

## Markenname
Der Verbundwerkstoff wurde 1938 in Deutschland unter dem Markennamen 'CUPAL' im Markenregister eingetragen. Markeninhaber ist die c:met GmbH aus Wendelstein in Deutschland.
Der unter dem Markennamen 'CUPONAL' von HYDROSTATIC EXTRUSIONS LIMITED eingetragen. Hydrostatic Extrusions LTd. ist ein Tochterunternehmen von BRUKER ADVANCED SUPERCON INC (Bruker Geschäftsbereich EST).